# Шевчук Сергій Мирославович
Сергі́й Миросла́вович Шевчу́к (1 жовтня 1982 — 17 серпня 2014) — капітан (посмертно) 25-ї окремої повітрянодесантної бригади Збройних сил України, учасник російсько-української війни.

## Життєпис
Народився 1982 року в місті Борислав (Львівська область) у родині Надії та Мирослава Шевчуків. Закінчив середню школу № 2 у Трускавці, 2004 року — Львівський державний університет внутрішніх справ. Служив у лінійному управлінні, Львівська залізниця УМВС України.
Одружився, проживав у Трускавці, 2006 року в подружжя народилася дочка Марія-Анастасія. У 2009 році переїхав до Дніпропетровська.
У березні 2014 року призваний до лав ЗСУ. Командир парашутно-десантного взводу парашутно-десантної роти парашутно-десантного батальйону, 25-та окрема повітряно-десантна бригада.
Брав участь у операціях в Амвросіївці, Краматорську, Зеленопіллі, Шахтарську, Савур-Могилі, Дебальцевому. 17 серпня 2014-го загинув у бою в Макіївському районі, селі Нижня-Кринка — під час обстрілу з БМ-21 «Град» при проведенні пошуково-ударних дій. Тоді ж полягли капітан Ричков Вадим Володимирович; лейтенант Коза Денис Євгенович; лейтенант Гаврюшин Денис Юрійович; старші сержанти Ятченко Сергій Олександрович, Король Віталій Сергійович; молодші сержанти Маковей Сергій Олександрович і Федчук Сергій Володимирович; старший солдат Вакулич Володимир Володимирович; солдати Приходько Дмитро Вікторович та Єманов Олексій Петрович.
Без батька залишилась донька Марія-Анастасія 2006 р.н.; батьки і брат Віталій. Похований у Бориславі Львівської області.

## Нагороди та вшанування
- Нагороджений нагрудним знаком «За взяття Савур-Могили» від 04.08.2014 р.
- 14 листопада 2014 року за особисту мужність і героїзм, виявлені у захисті державного суверенітету та територіальної цілісності України, вірність військовій присязі під час російсько-української війни, відзначений — нагороджений орденом Богдана Хмельницького ІІІ ступеня (посмертно).
- Рішенням Бориславської міської ради Львівської області від 30.10.2014 р. № 1588 — удостоєний званням почесного громадянина міста (посмертно).[1]
- Нагороджений медаллю «За гідність та патріотизм» від 01.09.2015 р. посмертно).
- 17 серпня 2016 року у Дніпрі на вулиці Кленовій відкрито меморіальну дошку Сергію Шевчуку.
- Його портрет розміщений на меморіалі «Стіна пам'яті полеглих за Україну» у Києві: секція 2, ряд 10, місце 37.
- Вшановується 17 серпня на щоденному ранковому церемоніалі вшанування українських захисників, які загинули цього дня у різні роки внаслідок російської збройної агресії[2]
- почесний громадянин Трускавця (посмертно)[3]